# Nitraria
Nitraria schoberi este un arbust halofitic din familia Nitrariaceae, o planta tolerantă la sare, care crește în sol sau în ape cu salinitate ridicată, venind în contact cu apa salină prin rădăcinile sale sau prin spray cu sare, cum ar fi în semiserturile saline, mlaștinile de mangrove, mlaștinile și litoralele.
Nitraria crește în: China, Afganistan, Iranul de Nord, Siria în sud-estul Siberiei, Kazahstan și Crimeea. Datorită tolernței lor la condițiile de creștere salină, speciile de Nitraria sunt benefice pentru reducerea salinitâții, precum și a stabilizării solurilor de nisip. Este o planta foarte apreciată tocmai pentru calitățile ei nutritive. Se folosește foarte mult în medicină deoarece, substențele din tulpina sunt antioxidante și totodata poate ameliora stresul. De asemenea, interesul pentru medicamentele provenite din plantele de Nitraria a crescut semnificativ în ultimii ani datorită disponibilitâții lor și a gradului de toxicitate mai mic, fiind mai puțin nocive în comparație cu medicamentele din ziua de azi. 
Alte nume sub care mai poate fi găsită sunt: 
- Nitraria schoberi
- Nitraria retusa

## Descriere
Arbust, 50-200 cm, cu ramuri spinoase și scoarță albă. Frunzele sunt simple, cărnoase și alungite. Petale verzui-galbene, cu diametrul de 4-5 mm. Fructele pot fi maro sau roșu închis.